# Niederwald
Niederwald foi uma comuna da Suíça, no Cantão Valais, com cerca de 66 habitantes. Estendia-se por uma área de 4,7 km², de densidade populacional de 14 hab/km². Confinava com as seguintes comunas: Bellwald, Blitzingen, Ernen. 
A língua oficial nesta comuna era o Alemão.

## História
Em 1 de janeiro de 2017, passou a formar parte da nova comuna de Goms.